# Gauliga Mitte 1936/37
De Gauliga Mitte 1936/37 was het vierde voetbalkampioenschap van de Gauliga Mitte. SV Dessau 05 werd kampioen en plaatste zich voor de eindronde om de Duitse landstitel, waar de club in de groepsfase uitgeschakeld werd.

## Eindstand
| Plaats | Club                                 | Wed. | W  | G | V  | Saldo | Ptn.  |
| ------ | ------------------------------------ | ---- | -- | - | -- | ----- | ----- |
| 1.     | SV Dessau 05                         | 18   | 15 | 2 | 1  | 48:11 | 32:04 |
| 2.     | FC Thüringen Weida                   | 18   | 8  | 8 | 2  | 39:27 | 24:12 |
| 3.     | 1. SV 03 Jena                        | 18   | 9  | 4 | 5  | 28:20 | 22:14 |
| 4.     | FV Sportfreunde Halle                | 18   | 9  | 4 | 5  | 37:32 | 22:14 |
| 5.     | FuCC Cricket-Viktoria 1897 Magdeburg | 18   | 9  | 2 | 7  | 42:26 | 20:16 |
| 6.     | 1. FC 07 Lauscha                     | 18   | 6  | 3 | 9  | 31:36 | 15:21 |
| 7.     | SpVgg 02 Erfurt                      | 18   | 5  | 5 | 8  | 29:36 | 15:21 |
| 8.     | SV Merseburg 99                      | 18   | 4  | 6 | 8  | 26:33 | 14:22 |
| 9.     | Hallescher FC Wacker                 | 18   | 4  | 2 | 12 | 21:42 | 10:26 |
| 10.    | SV Viktoria 1896 Magdeburg           | 18   | 2  | 2 | 14 | 17:55 | 06:30 |

|  | Kampioen, geplaatst voor nationale eindronde |
|  | Degradatie naar Bezirksliga                  |

## Promotie-eindronde
| Plaats | Club                | Wed. | Saldo | Ptn. |
| ------ | ------------------- | ---- | ----- | ---- |
| 1.     | VfL Halle 1896      | 4    | 15:6  | 6:2  |
| 2.     | SC 1895 Erfurt      | 4    | 7:7   | 4:4  |
| 3.     | Saxonia Tangermünde | 4    | 4:13  | 2:6  |

|  | Promotie naar Gauliga Mitte 1937/38 |